# Saint-Mards-de-Blacarville
Saint-Mards-de-Blacarville és un municipi francès situat al departament de l'Eure i a la regió de Normandia. L'any 2007 tenia 752 habitants.

## Demografia

### Població
El 2007 la població de fet de Saint-Mards-de-Blacarville era de 752 persones. Hi havia 294 famílies de les quals 48 eren unipersonals (16 homes vivint sols i 32 dones vivint soles), 113 parelles sense fills, 117 parelles amb fills i 16 famílies monoparentals amb fills.
La població ha evolucionat segons el següent gràfic:
Habitants censats

### Habitatges
El 2007 hi havia 328 habitatges, 292 eren l'habitatge principal de la família, 17 eren segones residències i 18 estaven desocupats. 321 eren cases i 4 eren apartaments. Dels 292 habitatges principals, 234 estaven ocupats pels seus propietaris, 57 estaven llogats i ocupats pels llogaters i 2 estaven cedits a títol gratuït; 6 tenien dues cambres, 50 en tenien tres, 79 en tenien quatre i 158 en tenien cinc o més. 258 habitatges disposaven pel capbaix d'una plaça de pàrquing. A 126 habitatges hi havia un automòbil i a 143 n'hi havia dos o més.

### Piràmide de població
La piràmide de població per edats i sexe el 2009 era:
| Homes | Edats   | Dones |
| ----- | ------- | ----- |
| 0     | 95 o +  | 0     |
| 8     | 90 a 94 | 0     |
| 0     | 85 a 89 | 0     |
| 0     | 80 a 84 | 0     |
| 12    | 75 a 79 | 8     |
| 12    | 70 a 74 | 12    |
| 12    | 65 a 69 | 12    |
| 32    | 60 a 64 | 24    |
| 8     | 55 a 59 | 28    |
| 44    | 50 a 54 | 20    |
| 44    | 45 a 49 | 44    |
| 40    | 40 a 44 | 40    |
| 36    | 35 a 39 | 32    |
| 12    | 30 a 34 | 20    |
| 24    | 25 a 29 | 16    |
| 20    | 20 a 24 | 0     |
| 24    | 15 a 19 | 20    |
| 40    | 10 a 14 | 20    |
| 28    | 5 a 9   | 20    |
| 0     | 0 a 4   | 28    |

## Economia
El 2007 la població en edat de treballar era de 515 persones, 373 eren actives i 142 eren inactives. De les 373 persones actives 336 estaven ocupades (181 homes i 155 dones) i 37 estaven aturades (16 homes i 21 dones). De les 142 persones inactives 43 estaven jubilades, 51 estaven estudiant i 48 estaven classificades com a «altres inactius».

### Ingressos
El 2009 a Saint-Mards-de-Blacarville hi havia 308 unitats fiscals que integraven 807 persones, la mediana anual d'ingressos fiscals per persona era de 19.385 €.

### Activitats econòmiques
Dels 24 establiments que hi havia el 2007, 1 era d'una empresa alimentària, 1 d'una empresa de fabricació de material elèctric, 4 d'empreses de fabricació d'altres productes industrials, 6 d'empreses de construcció, 4 d'empreses de comerç i reparació d'automòbils, 1 d'una empresa de transport, 1 d'una empresa financera, 2 d'empreses immobiliàries, 3 d'empreses de serveis i 1 d'una empresa classificada com a «altres activitats de serveis».
Dels 6 establiments de servei als particulars que hi havia el 2009, 1 era un taller de reparació d'automòbils i de material agrícola, 2 paletes, 1 guixaire pintor, 1 fusteria i 1 empresa de construcció.
L'any 2000 a Saint-Mards-de-Blacarville hi havia 23 explotacions agrícoles que ocupaven un total de 696 hectàrees.

## Equipaments sanitaris i escolars
El 2009 hi havia una escola elemental.

## Poblacions més properes
El següent diagrama mostra les poblacions més properes.